# Чужие против Хищника: Реквием
«Чужие против Хищника: Реквием» (англ. Aliens vs. Predator: Requiem) — американский научно-фантастический боевик ужасов Колина и Грега Штраусов, являющийся продолжением фильма «Чужой против Хищника» (2004). Фильм является кроссовером франшиз «Чужой» и «Хищник» и объединяет персонажей из них.
Это единственный фильм про Чужого и Хищника, который не имеет новеллизации.

## Сюжет
Действие происходит почти сразу после предыдущей части. На борту корабля хищников появляется чужой, личинка которого была отложена в одном из хищников (см. «Чужой против Хищника»). Новый чужой представляет собой гибрид двух видов — Predalien (с англ. — Чужехищник), причём является маткой. В результате битвы с экипажем корабля (среди хищников можно заметить и однорукого хищника из второй части) происходит аварийная посадка на Землю в окрестности небольшого городка.
Оказавшись вне корабля, чужие начинают размножаться, в том числе и потому, что матка, «вылупившаяся» из хищника, использует новый способ «оплодотворения» жертв, запуская в тело эмбрионы чужих без помощи лицехватов. Кроме того она способна «оплодотворять» своих жертв сразу несколькими эмбрионами. Для этих целей она использует тела женщин, вводя эмбрионов через рот. Одному из хищников из команды упавшего корабля удаётся отправить на родную планету сообщение о случившемся, и с планеты хищников вылетает ещё один корабль с дежурным ликвидатором, имеющим цель очистить территорию от чужих и следов падения корабля.
Прибыв на землю, хищник находит корабль своих. Для удаления мёртвых тел Хищник использует фиолетовую жидкость solvent (которая способствует почти моментальному разложению тела). Эта жидкость очень похожа на ту, которую использовал другой хищник в фильме «Хищник 2» для прижигания ран. И так он заметает следы от людей. Когда ситуация выходит из-под контроля, на призывы о помощи, правительство высылает национальную гвардию, однако разведотряд последней быстро уничтожают ксеноморфы, после чего командование принимает решение уничтожить город вместе с жителями, сбросив на него ядерную бомбу. Преследуя и убивая чужих, Хищник сталкивается с Чужехищником и вступает в битву. В ожесточённой схватке и смертельно ранив друг друга, оба существа погибают от ядерного взрыва, уничтожающего весь город.
Фильм заканчивается сценой в кабинете госпожи Ютани, одной из основательниц корпорации Weyland-Yutani (второй сооснователь, Чарльз Бишоп Вейланд, погиб в фильме «Чужой против Хищника»). Полковник армии США, который приказал уничтожить город, презентует госпоже Ютани оружие Хищника — пистолет, который Хищник переоборудовал из плазменной пушки на плече. Оказывается, пистолет был конфискован у одного из спасшихся от ядерного взрыва. Ютани отвечает: «Мир ещё не готов к такой технологии». Полковник отвечает: «Но ведь это не для нашего мира. Да, госпожа Ютани?» и закрывает кейс.
Из 5776 жителей города выжило всего 4, спасшихся на вертолёте.

## В ролях
| Актёр                                   | Роль                              |
| --------------------------------------- | --------------------------------- |
| Стивен Паскуале (англ. Steven Pasquale) | Даллас Говард, брат Рикки         |
| Рэйко Эйлсворт                          | Келли О’Брайен                    |
| Джон Ортис                              | шериф Эдвард Моралес              |
| Джонни Льюис                            | Ричард Говард, брат Далласа       |
| Ариэль Гейд                             | Молли О’Брайен, дочь Тима и Келли |
| Кристен Хагер                           | Джесси, одноклассница Рикки       |
| Сэм Траммелл                            | Тимоти О’Брайен                   |
| Роберт Джой                             | полковник Стивенс                 |
| Дэвид Петкау                            | Дэйл Коллинс, бойфренд Джесси     |
| Джина Холден                            | Кэрри, официантка                 |
| Чела Хорсдэл                            | Дарси Бенсон                      |
| Курт Макс Рунте                         | Бадди Бенсон, муж Дарси           |
| Лиам Джеймс                             | Сэм Бенсон                        |
| Дэвид Хорнсби                           | Дрю, работник пиццерии            |
| Крис Уильям Мартин                      | Рэй Адамс, помощник шерифа        |
| Рекха Шарма                             | медсестра Хелен                   |
| Франсуаза Ип                            | Ютани                             |
| Иэн Уайт                                | Хищник Волк                       |
| Том Вудруф                              | Чужой                             |

## Награды и номинации
- Золотая малина:
  - за худший фильм ужасов (номинация)[8];
  - за худший приквел или сиквел (номинация)[8].
- Премия MTV:
  - Лучшая драка (номинация)[9].

## Критика
Фильм получил всего 12% положительных отзывов от критиков на Rotten Tomatoes и 30% — от пользователей. Вердикт гласил, что «обилие сцен кровопролития и жестокости в сравнение с первым кроссовером «Чужой против Хищника» не оправдывает чрезмерно мутную освещённость сцен и отсутствие новых идей». Во многом на отрицательную оценку повлияла сцена проникновения чужого в роддом и процесс «оплодотворения» им беременных женщин во время их родов с подтекстом того, что эмбрионы ксеноморфов поедают нерождённых младенцев в животе этих женщин. Редакция Joe назвала данную сцену одной из самых отвратительных, жестоких и ненужных в истории фильмов ужасов. Данная сцена отпугнула большую часть зрителей, даже если они были ценителями жанра ужасов.

## Отменённые продолжения
Во время производства «Чужих против Хищника: Реквием» братьями Штраус были озвучены планы относительно третьей части. Однако после негативных отзывов продолжение было приостановлено на неопределённый срок.